# Clément Parisse
Clément Parisse, född 6 juli 1993, är en fransk längdskidåkare som debuterade i världscupen den 2 mars 2014 i Lahtis, Finland. Hans första pallplats i världscupen kom i stafett den 18 december 2016 i La Clusaz, Frankrike.
Vid olympiska vinterspelen 2018 tog Parisse ett lagbrons i långa stafetten. Parisse åkte tredjesträckan i det franska lag som försvarade sin bronsmedalj från OS i Sotji.